# 土山町南土山
土山町南土山（つちやまちょうみなみつちやま）は、滋賀県甲賀市にある地名。

## 地理
甲賀市土山町の中央に位置し、東は土山町猪鼻・土山町山中、南は土山町大澤・甲賀町神、西は土山町野上野・土山町前野・甲賀町岩室、北は土山町北土山に接する。北側の集落内に田村川が西に向かって流れ、西端で野洲川に合流する。東西に東海道、国道1号が貫通し、南北に滋賀県道539号岩室北土山線が通じる。

## 歴史
886年以降、東海道（阿須波道）が、中世には伊勢大路が通じ、室町時代には鈴鹿峠を控える交通の拠点であった。甲賀郡志では「正平七年の頃十余戸の聚落を土山と称し、俗に芝原十八家といふ是村祖なりと伝ふ」、「永享十二年の頃岩室下司岩室信俊街道より南方を領したる故に南土山と称し、頓宮氏の領地に係る街道以北を北土山と称す」と記し、それ以前は山中氏の所領と記す。1585年の甲賀ゆれと水口岡山城築城によりその支配下に入ったと考えられる。1591年には南土山の451石余りが徳川家康の在京賄料にあてられている。1600年に幕府領となり、1601年には東海道の宿駅に指定される。東海道の南側に当地域はあり、北側の北土山村などと両側町を構成した。中町に堤氏（二階屋）本陣が置かれた。

## 世帯数と人口
2019年（令和元年）10月31日現在の世帯数と人口は以下の通りである。
| 町丁         | 世帯数  | 人口  |
| ------------ | ------- | ----- |
| 土山町南土山 | 436世帯 | 986人 |

## 学区
市立小・中学校に通う場合、学区は以下の通りとなる。
| 番・番地等 | 小学校             | 中学校             |
| ---------- | ------------------ | ------------------ |
| 全域       | 甲賀市立土山小学校 | 甲賀市立土山中学校 |

## 交通
- 東海道
- 国道1号
- 滋賀県道539号岩室北土山線

## 施設
- 土山サービスエリア
- 土山中央公民館
- 甲賀市立土山にこにこ園
- 白川神社
- 常明寺 - 国宝の大般若経二七帖、木造阿弥陀如来坐像、不動明王立像、毘沙門天立像が伝えられる

## その他

### 日本郵便
- 郵便番号 : 528-0212[3]（集配局：土山郵便局[8]）